# Épouville
Épouville és un municipi francès situat al departament del Sena Marítim i a la regió de Normandia. L'any 2007 tenia 2.823 habitants.

## Demografia

### Població
El 2007 la població de fet d'Épouville era de 2.823 persones. Hi havia 1.026 famílies de les quals 173 eren unipersonals (48 homes vivint sols i 125 dones vivint soles), 352 parelles sense fills, 465 parelles amb fills i 36 famílies monoparentals amb fills.
La població ha evolucionat segons el següent gràfic:
Habitants censats

### Habitatges
El 2007 hi havia 1.085 habitatges, 1.049 eren l'habitatge principal de la família, 10 eren segones residències i 26 estaven desocupats. 958 eren cases i 121 eren apartaments. Dels 1.049 habitatges principals, 869 estaven ocupats pels seus propietaris, 162 estaven llogats i ocupats pels llogaters i 17 estaven cedits a títol gratuït; 30 tenien una cambra, 50 en tenien dues, 90 en tenien tres, 295 en tenien quatre i 583 en tenien cinc o més. 838 habitatges disposaven pel capbaix d'una plaça de pàrquing. A 406 habitatges hi havia un automòbil i a 535 n'hi havia dos o més.

### Piràmide de població
La piràmide de població per edats i sexe el 2009 era:
| Homes | Edats   | Dones |
| ----- | ------- | ----- |
| 0     | 95 o +  | 4     |
| 4     | 90 a 94 | 4     |
| 8     | 85 a 89 | 24    |
| 4     | 80 a 84 | 20    |
| 12    | 75 a 79 | 32    |
| 24    | 70 a 74 | 16    |
| 40    | 65 a 69 | 40    |
| 72    | 60 a 64 | 68    |
| 80    | 55 a 59 | 88    |
| 116   | 50 a 54 | 140   |
| 140   | 45 a 49 | 120   |
| 132   | 40 a 44 | 108   |
| 108   | 35 a 39 | 100   |
| 108   | 30 a 34 | 128   |
| 56    | 25 a 29 | 88    |
| 124   | 20 a 24 | 104   |
| 144   | 15 a 19 | 104   |
| 136   | 10 a 14 | 100   |
| 100   | 5 a 9   | 136   |
| 56    | 0 a 4   | 84    |

## Economia
El 2007 la població en edat de treballar era de 1.936 persones, 1.336 eren actives i 600 eren inactives. De les 1.336 persones actives 1.242 estaven ocupades (672 homes i 570 dones) i 93 estaven aturades (42 homes i 51 dones). De les 600 persones inactives 214 estaven jubilades, 197 estaven estudiant i 189 estaven classificades com a «altres inactius».

### Ingressos
El 2009 a Épouville hi havia 1.047 unitats fiscals que integraven 2.884,5 persones, la mediana anual d'ingressos fiscals per persona era de 20.554 €.

### Activitats econòmiques
Dels 99 establiments que hi havia el 2007, 1 era d'una empresa alimentària, 1 d'una empresa de fabricació d'elements pel transport, 6 d'empreses de fabricació d'altres productes industrials, 19 d'empreses de construcció, 21 d'empreses de comerç i reparació d'automòbils, 12 d'empreses de transport, 2 d'empreses d'hostatgeria i restauració, 2 d'empreses financeres, 5 d'empreses immobiliàries, 10 d'empreses de serveis, 13 d'entitats de l'administració pública i 7 d'empreses classificades com a «altres activitats de serveis».
Dels 24 establiments de servei als particulars que hi havia el 2009, 1 era una oficina de correu, 1 taller de reparació d'automòbils i de material agrícola, 1 taller d'inspecció tècnica de vehicles, 4 paletes, 2 guixaires pintors, 4 fusteries, 4 lampisteries, 1 electricista, 3 perruqueries, 1 restaurant, 1 agència immobiliària i 1 saló de bellesa.
Dels 4 establiments comercials que hi havia el 2009, 1 era un hipermercat, 1 una botiga de menys de 120 m², 1 una peixateria i 1 una joieria.
L'any 2000 a Épouville hi havia 5 explotacions agrícoles.

## Equipaments sanitaris i escolars
L'únic equipament sanitari que hi havia el 2009 era una farmàcia.
El 2009 hi havia 1 escola maternal i 1 escola elemental. Épouville disposava d'un col·legi d'educació secundària amb 602 alumnes.

## Poblacions més properes
El següent diagrama mostra les poblacions més properes.